# Pelinginselkä
Pelinginselkä är en sjö i Finland.   Den ligger i landskapet Kymmenedalen, i den södra delen av landet, 120 km nordost om huvudstaden Helsingfors. Pelinginselkä ligger 54 meter över havet.